# Euronovčanice
Novčanice eura, valute eurozone i institucija Europske unije, u optjecaju su od izdavanja prve serije (također nazvane ES1 ) 2002. godine. Izdaju ih nacionalne središnje banke Eurosustava ili Europska središnja banka. Godine 1999. euro je uveden virtualno, a 2002. novčanice i kovanice počele su kružiti. Euro je brzo zamijenio bivše nacionalne valute i polako se širio u Europskoj uniji.
Vrijednost novčanica kreće se od 5 do 500 eura, a za razliku od euro kovanica, dizajn je identičan u cijeloj eurozoni, premda se izdaju i tiskaju u raznim državama članicama. Novčanice eura izrađene su od čistoga pamučnog vlakna, što poboljšava njihovu trajnost, a novčanicama daje prepoznatljiv osjećaj. Mjere su od 120x62 milimetara do 160x82 milimetara i imaju razne sheme boja. Novčanice eura sadrže brojne složene sigurnosne značajke poput vodenih žigova, obilježja ispisanih nevidljivom tintom, holograma, optički promjenjive tinte i mikrotiska (u hrvatskom jeziku također poznat i kao mikropismo) koji dokumentiraju njihovu autentičnost. Iako euro kovanice imaju nacionalnu stranu koja označava zemlju izdavanja (iako ne nužno i kovanje), u novčanicama eura toga nema. Umjesto toga, ove su informacije prikazane prvim znakom serijskoga broja svake novčanice.
Prema procjenama Europske središnje banke, u svibnju 2019. bilo je oko 22,563 milijarde novčanica u opticaju širom eurozone, ukupne vrijednosti oko 1,231 bilijun eura. Europska središnja banka objavila je 8. studenoga 2012. da će prva serija novčanica biti zamijenjena serijom Europa (koja se također naziva ES2 ), počevši s novčanicom od 5 eura 2. svibnja 2013.
Procjene pokazuju da prosječni vijek trajanja novčanice eura iznosi oko tri godine prije nego što se zamijeni zbog istrošenosti, ali pojedinačni životni vjekovi variraju ovisno o apoenu. Tako primjerice, novčanica od 5 eura traje do godinu dana, dok novčanica od 500 eura traje preko 30 godina. Novčanice visokog apoena (100, 200, 500 eura) traju dulje jer se rjeđe koriste. Serija Europa nižih apoena od 5 i 10 eura dizajnirana je da traje duže od prethodne serije zbog dodatnog premaza.

## Povijest
Euro je nastao 1. siječnja 1999. godine. Stvaranje eura bio je cilj Europske unije (EU) i njezinih prethodnika od 1960-ih. Ugovor iz Maastrichta stupio je na snagu 1993. godine s ciljem stvaranja ekonomske i monetarne unije do 1999. godine za sve države EU, osim Ujedinjenog Kraljevstva i Danske (iako Danska ima politiku fiksnog tečaja s eurom).
Godine 1999. euro je rođen kao virtualna valuta a 2002. novčanice i kovanice počele su cirkulirati.  Euro je brzo zamijenio bivše nacionalne valute i polako se širio oko ostatka EU.  2009. godine Lisabonskim ugovorom formaliziran je politički autoritet za euro - Euro skupina i Europska središnja banka.
Slovenija se pridružila eurozoni 2007., Cipar i Malta 2008., Slovačka 2009., Estonija 2011., Latvija 2014., Litva 2015., i Hrvatska 2023. godine.

## Specifikacija
Postoji sedam različitih apoena novčanica eura: 5, 10, 20, 50, 100, 200 i 500 eura. Svaka ima prepoznatljivu boju i veličinu.  Nacrti za svaki od njih imaju zajedničku temu europske arhitekture u raznim umjetničkim dobima. Na licu novčanica nalaze se prozori ili prolazi, dok se na naličju nalaze različiti tipovi mostova. Arhitektonski primjeri su stilizirane ilustracije, a ne prikazi postojećih spomenika.  Ilustriraju klasičnu antiku, rimsko razdoblje, gotiku, renesansu, barok i rokoko, željeznu i staklenu arhitekturu te na kraju, suvremenu arhitekturu 20. stoljeća. 
U 2013. godini nizozemski umjetnik Robin Stam napravio je projekt nazvan Het Land u bivšem središtu urbanog razvoja i predgrađu Spijkenissea. Svaki od sedam mostova modeliran je točno prema pripadajućim novčanicama, ulijevanjem obojenog betona u drvene kalupe po mjeri i obrezivanjem rubova kako se vidi na novčanicama. U konačnici se ideja svidjela Europskoj središnjoj banci i dali su joj pismo odobrenja. Svaki od mostova ima znak koji označava najbolje mjesto za fotografiju koja odgovara perspektivi eura. Atrakcija je međunarodno poznata pod engleskim nazivom „Euro Banknote Bridges”.

### Prva serija ES1 (izdana 2002)
Sljedeća tablica prikazuje karakteristike dizajna prve serije (ES1) novčanica eura.
| Slika                                           | Slika   | Vrijednost | Godina | Dimenzije (milimetri) | Glavna boja | Glavna boja | Dizajn                | Dizajn   | Položaj koda pisača        | Položaj koda pisača |
| Lice                                            | Naličje | Vrijednost | Godina | Dimenzije (milimetri) | Glavna boja | Glavna boja | Arhitektura           | Stoljeće | Položaj koda pisača        | Položaj koda pisača |
| ----------------------------------------------- | ------- | ---------- | ------ | --------------------- | ----------- | ----------- | --------------------- | -------- | -------------------------- | ------------------- |
|                                                 |         | 5 €        | 2002   | 120 × 62 mm           |             | Siva        | Klasična              | <5       | Lijevi rub slike           |                     |
|                                                 |         | 10 €       | 2002   | 127 × 67 mm           |             | Crvena      | Romanika              | 11. – 12 | Zvijezda u 8 sati          |                     |
|                                                 |         | 20 €       | 2002   | 133 × 72 mm           |             | Plava       | Gotika                | 12. – 14 | Zvijezda u 9 sati          |                     |
|                                                 |         | 50 €       | 2002   | 140 × 77 mm           |             | Narančasta  | Renesansa             | 15–16    | Desni rub slike            |                     |
|                                                 |         | 100 €      | 2002   | 147 × 82 mm           |             | Zelena      | Barok i rokoko        | 17–18    | Desno od zvijezde u 9 sati |                     |
|                                                 |         | 200 €      | 2002   | 153 × 82 mm           |             | Žuta        | Doba željeza i stakla | 19. – 20 | Iznad zvijezde od 7 sati   |                     |
|                                                 |         | 500 €      | 2002   | 160 × 82 mm           |             | Ljubičasta  | Moderno 20. stoljeće  | 20. – 21 | Zvijezda u 9 sati          |                     |
| Razmjeri ovih slika su 0,7 piksela po milimetru |         |            |        |                       |             |             |                       |          |                            |                     |

Sve novčanice početne serije novčanica eura nose europsku zastavu, kartu kontinenta na naličju, naziv "euro" na latiničnom i grčkom pismu (EURO / ΕΥΡΩ) i potpis predsjednika ESB-a, ovisno o tome kada je novčanica otisnuta. 12 zvijezda sa zastave također je ugrađeno u svaku novčanicu.  
Novčanice također nose kratice naziva „Europska središnja banka” u pet jezičnih inačica, pokrivajući sve službene jezike tadašnje EU u 2002. godini (vrijeme kada su uvedene novčanice), a sada 19 od 24 službena jezika EU28, po sljedećem redoslijedu:
- BCE ( francuski : Banque centrale européenne[35] portugalski : Banco Central Europeu[36] irski : Banc Ceannais Eorpach,[37] talijanski : Banca centrale europea,[38] španjolski : Banco Central Europeo,[39] )
- ECB ( danski : Europæiske Centralbank,[40] nizozemski : Europese Centrale Bank,[41] engleski : European Central Bank,[42] švedski : Europeiska centralbanken[43] )
- EZB ( njemački : Europäische Zentralbank[44] )
- ΕΚΤ ( grčki : Ευρωπαϊκή Κεντρική Τράπεζα[45] )
- EKP ( finski : Euroopan keskuspankki[46] )[19]

Redoslijed je određen redoslijedom popisa zemalja EU, s BCE ispred ECB-a zbog nacionalne prednosti dva glavna jezika Belgije, a slijede preostali jezici Njemačke (Deutschland) i Grčke (Ελλάδα / Elláda) i Finska (Suomi), tim redoslijedom.
Inicijalni dizajni euro novčanica su izabrani od 44 prijedloga u natjecanju dizajna, koji je pokrenut od strane Vijeća Europskog monetarnog instituta (EMI) 12. veljače 1996. Pobjednički rad, koji je stvorio Robert Kalina (austrijski dizajner) iz Oesterreichische Nationalbank, odabran je 3. prosinca 1996.  
U prvoj seriji i seriji Europa, Azori, Francuska Gijana, Guadeloupe, Madeira, Martinik, Reunion i Kanarski otoci, prekomorski teritoriji država članica eurozone, koje također koriste euro, prikazani su ispod karte u zasebnim okvirima. Cipar i Malta nisu prikazani u prvoj seriji jer nisu bili u EU 2002. godine, kada su izdane novčanice, iako su se Eurozoni pridružile 2008. godine. Karta se nije protezala toliko istočno kako bi prikazala Cipar, dok je Malta bila premala da bi se mogla prikazati na skali koja je bila u uporabi. Međutim, i Cipar i Malta prikazani su na sljedećoj seriji novčanica, seriji Europa.

### Druga serija ES2 (Europa serija, izdana od 2013.)
Sljedeća tablica prikazuje karakteristike dizajna druge serije (ES2) novčanica eura.
| Slika                                            | Slika   | Vrijednost | Godina       | Dimenzije (milimetri) | Glavna boja | Glavna boja | Dizajn                | Dizajn    | Položaj koda pisača | Položaj koda pisača |
| Lice                                             | Naličje | Vrijednost | Godina       | Dimenzije (milimetri) | Glavna boja | Glavna boja | Arhitektura           | Stoljeće  | Položaj koda pisača | Položaj koda pisača |
| ------------------------------------------------ | ------- | ---------- | ------------ | --------------------- | ----------- | ----------- | --------------------- | --------- | ------------------- | ------------------- |
|                                                  |         | 5 €        | 2013. godine | 120 × 62 mm           |             | Siva        | Klasična              | <5        | Gore desno          |                     |
|                                                  |         | 10 €       | 2014. godine | 127 × 67 mm           |             | Crvena      | Romanika              | 11. – 12. | Gore desno          |                     |
|                                                  |         | 20 €       | 2015         | 133 × 72 mm           |             | Plava       | Gotika                | 12. – 14. | Gore desno          |                     |
|                                                  |         | 50 €       | 2017. godine | 140 × 77 mm           |             | Narančasta  | Renesansa             | 15. – 16. | Gore desno          |                     |
|                                                  |         | 100 €      | 2019         | 147 × 77 mm           |             | Zelena      | Barok i rokoko        | 17. – 18. | Gore desno          |                     |
|                                                  |         | 200 €      | 2019         | 153 × 77 mm           |             | Smeđa       | Doba željeza i stakla | 19. – 20. | Gore desno          |                     |
| Razmjeri ovih slika su 0,7 piksela po milimetru. |         |            |              |                       |             |             |                       |           |                     |                     |

Novčanice serije Europa, slično prvoj seriji, nose europsku zastavu, kartu kontinenta na naličju i potpis Marija Draghija, predsjednika ECB-a od 1. studenoga 2011. godine. U novčanice je ugrađeno i 12 zvijezda sa zastave. Europska središnja banka odlučila je 4. svibnja 2016. ne izdavati novčanicu od 500 eura za seriju Europa.
Novčanica također ima naziv "euro", ali ispisanim na tri pisma: latinici, grčkom pismu te na ćirilici (EURO / ΕΥΡΩ / ЕВРО).
Novčanice u drugoj seriji od 100 i 200 eura različite su veličine u odnosu na novčanice u prvoj seriji od 100 i 200 eura. Obje su denominacije (apoeni) sada iste visine (77 mm) kao i novčanica od 50 eura, što ih čini ugodnijima za upotrebu. Njihova duljina ostaje nepromijenjena.
Dizajn novčanica od 50, 100 i 200 eura sadrži kratice naziva Europske središnje banke u deset jezičnih inačica, koje obuhvaćaju sve službene jezike EU28, sljedećim redoslijedom:
- BCE (francuski : Banque centrale européenne,[35] irski : Banc Ceannais Eorpach,[58] talijanski : Banca centralne europea,[38] portugalski : Banco Central Europeu,[36] rumunjski : Banca Centrală Europeană[59] španjolski : Banco Central Europeo[39])
- ECB (češki : Evropská centrální banka,[60] danski : Europæiske Centralbank,[40] nizozemski : Europese Centrale Bank,[41] engleski : European Central Bank,[42] latvijski : Eiropas Centrālā banka,[61] litvanski : Europos Centrinis Bankas,[62] slovački : Európska centrálna banka,[63] slovenski : Evropska centralna banka,[64] švedski : Europeiska centralbanken[43])
- ЕЦБ (bugarski : Европейска централна банка[65])
- EZB (njemački : Europäische Zentralbank[44])
- EKP (estonski : Euroopa Keskpank,[66] finski : Euroopan keskuspankki[46])
- ΕΚΤ (grčki : Ευρωπαϊκή Κεντρική Τράπεζα[45])
- ESB (hrvatski : Europska središnja banka[67]) - samo na novčanicama od 50, 100 i 200 eura
- EKB (mađarski : Európai Központi Bank[68])
- BĊE (malteški : Bank Ċentrali Ewropew[69])
- EBC (poljski : Europejski Bank Centralny[70])

Novčanice od 5, 10 i 20 eura ne sadrže hrvatsku kraticu ESB, jer je hrvatski postao službeni jezik tek u srpnju 2013. godine pristupanjem Hrvatske EU, nakon uvođenja dizajna novčanica početkom te godine. Redoslijed prikazivanja kratica određen je istim načelima kao i za seriju 1: jezik Bugarske ( България/ Bugarska ) prethodi jeziku Njemačke (Deutschland); EKP sada prethodi ΕΚΤ zbog pristupanja Estonije (Eesti); a jezici Hrvatske (Hrvatska), Mađarske (Magyarország), Malte i Poljske (Polska) slijede popis.
Novčanice serije Europa ne prikazuju istu godinu. Prikazana godina je godina izdavanja novčanice.
Novčanice eura ove serije navodno su trajnije od novčanica prve serije.
Reinhold Gerstetter, neovisni dizajner novčanica (i jedan od sudionika natječaja za dizajn 1996. godine), izabran je od strane Europske središnje banke za redizajn novčanica eura.

## Dizajn

### Mostovi
Zbog velikog broja povijesnih mostova, lukova i prolaza diljem europskog kontinenta, sve građevine predstavljene na novčanicama u potpunosti su stilizirane ilustracije relevantnih arhitektonskih stilova, osmišljene da dočaraju znamenitosti unutar Europske unije, predstavljajući različita Europska doba i stilove.  Na primjer, novčanica od 5 eura ima generičku izvedbu klasične arhitekture,  novčanica od 10 eura romaničke arhitekture,  novčanica od 20 eura gotičke arhitekture, novčanica od 50 eura prikazuje renesansu, novčanica od 100 eura barok i rokoko, novčanica od 200 eura secesiju i novčanica od 500 eura modernu arhitekturu. Početni projekti Roberta Kaline bili su stvarni mostovi, uključujući most Rialto u Veneciji i Pont de Neuilly u Parizu, a potom su postali više generički. 2011. godine nizozemski umjetnik Robin Stam i gradić Spijkenisse u Nizozemskoj izgradili su sedam mostova od obojenog betona prema nacrtima novčanica eura.

### Potpis
Novčanice eura nose potpis predsjednika Europske središnje banke.
U prvoj seriji novčanice tiskane između studenoga 2003. i ožujka 2012. pokazuju potpis Jean Claudea Tricheta, drugog predsjednika ECB-a, zamjenjujući potpis prvog predsjednika Wima Duisenberga,  koji je bio Predsjednik ECB-a kada su izdane prve novčanice i kovanice eura, sve do 2003. godine. Novčanice otisnute nakon ožujka 2012. nose potpis trećeg i sadašnjeg predsjednika ECB-a Marija Draghija. 
Od 2017. na novčanicama serije Europa nalazi se samo potpis trećeg, sadašnjeg predsjednika ECB-a, Maria Draghija.
Od 2020. godine potpis Christine Lagarde postupno će se početi pojavljivati na novčanicama koje ulaze u optjecaj, postajući četvrti potpis koji se pojavljuje na novčanicama eura.

### Sigurnosne značajke
Europska središnja banka opisala je neke od osnovnih sigurnosnih značajki novčanica eura koje široj javnosti omogućuju da na brzinu prepozna autentičnost njihove valute:
- Za prvu seriju: čvrst i svjež papir, povišeni otisak, vodeni žig, sigurnosna nit, prozirni broj, hologram, mikroperforacije, sjajna traka za novčanice od 20 eura i onih manje vrijednosti od nje, broj koji mijenja boju za novčanice 50 eura i onih veće vrijednosti od nje, UV svjetlo, infracrveno i mikrotisak (mikropismo).[80]
- Za seriju Europa: čvrst i oštar papir, povišeni otisak, portretni vodeni žig, sigurnosna nit, smaragdni broj, portretni hologram, UV i UV-C, infracrveno i mikrotisak.[81]

Međutim, u interesu napredne sigurnosti novčanica eura, cjelovit popis sigurnosnih značajki strogo je čuvana tajna Europske središnje banke i nacionalnih središnjih banaka Eurosustava.
Ipak, između službenih opisa i neovisnih otkrića promatračkih korisnika, smatra se da novčanice eura imaju najmanje jedanaest različitih sigurnosnih obilježja, a to su:
- Hologrami[80] - Novčanice nižih vrijednosti nose holografsku traku desno od lica novčanice. Ova traka sadrži apoen, znak eura, zvijezde zastave EU i perforacije u obliku znaka eura. U novčanici od 5 eura serije Europa nalazi se Europa, vrata (kapija), 'EURO' i znak eura, broj 5 i perforacije u obliku znaka eura.[82] Novčanice veće vrijednosti uključuju holografsku naljepnicu koja sadrži apoen, ilustraciju s prednje strane, mikrotisak i perforacije u obliku znaka eura.
- Tinta s promjenjivom bojom  - Pojavljuje se u donjem desnom kutu novčanica veće vrijednosti. Kad se promatra iz različitih kutova, boja će se promijeniti od ljubičaste do maslinasto zelene ili smeđe. Ova posebna tinta nalazi se i na lijevom dnu na novčanicama serije Europa.
- Kontrolna suma - Svaka novčanica ima jedinstveni serijski broj. Ostatak od dijeljenja serijskog broja s 9 daje kontrolnu sumu koja odgovara početnom slovu naznačenom u novčanici.[83] Korištenjem varijacije pravila o djeljivosti, ostatak od dijeljenja s 9 lako se može izračunati dodavanjem sastavnih znamenki, i, ako zbroj još uvijek ne čini ostatak očitim, dodavanjem znamenki zbroja.  Alternativno, zamjenom slova s njegovom ASCII vrijednošću dobiveni se broj točno dijeli s 9. Uzimajući isti primjer, Z10708476264, ASCII kod za Z je 90, pa je rezultirajući broj 9010708476264. Dijeljenjem s 9 dobije se ostatak 0. Ponovnim korištenjem pravila o djeljivosti rezultat se može brzo provjeriti jer dodavanjem svih znamenki dobivamo 54; 5 + 4 = 9 — tako da je broj djeljiv s 9, ili 9010708476264 modul 9 iznosi 0.

- Zviježđe EURion[84] - Novčanice eura sadrže uzorak poznat kao zviježđe EURion koji se može koristiti za otkrivanje njihovog identiteta kao novčanica kako bi se spriječilo kopiranje i krivotvorenje. Neki fotokopirni uređaji programirani su da odbijaju slike koje sadrže ovaj uzorak.
- Vodeni žigovi - Na novčanicama eura možda postoje dva vodena žiga.[82][80]  Oni su:
  - Standardni vodeni žig - svaki apoen tiskan je na papiru s jedinstvenim vodenim žigom. To se može primijetiti držanjem novčanice prema svjetlu. Tanji dijelovi prikazat će se svjetlije s osvjetljenjem pozadinskim osvjetljenjem, a tamniji s tamnom pozadinom. U prvoj je seriji standardni vodeni žig vrata / prozor koji je prikazan na novčanici i apoenu, a za 5 eura serije Europa to je zaštitno lice Europe, te također i apoen.
  - Digitalni vodeni žig - Poput zviježđa EURion, digitalni žig Digimarc ugrađen je u dizajn novčanica. Najnovije verzije uređivača slika, poput Adobe Photoshop ili Paint Shop Pro, odbijaju obradu novčanica.[85] Taj se sustav naziva sustav za sprječavanje krivotvorenja (CDS), a razvila ga je Skupina središnjih banaka za sprječavanje krivotvorenja (engl. Central Bank Counterfeit Deterrence Group).
- Infracrveni i fluorescentni uzorci ispisa  - Kad se vide u bliskom infracrvenom području, novčanice će pokazivati tamnija područja u različitim zonama, ovisno o apoenu. Ultraljubičasto svjetlo učinit će da se zviježđe EURion pokaže u oštrijem kontrastu, a također se ističu i neka fluorescentna vlakna.

- Sigurnosna nit[80] - Crna magnetska nit u središtu novčanice vidljiva je samo kad je podignuta prema svjetlu. Sadrži naziv apoena, zajedno s riječju "euro" u latiničnoj abecedi i grčkoj abecedi.
- Magnetska tinta  - Neka područja euro novčanica sadrže magnetsku tintu. Na primjer, krajnji desni crkveni prozor na novčanici od 20 eura je magnetski, kao i velika nula iznad njega.

- Mikrotisak (mikropismo)[80] - Teksturne linije na dnu, poput onih poredanih desno od oznake ΕΥΡΩ na novčanici od 5 eura, sastoje se od niza "EURO ΕΥΡΩ" u mikrotisku.
- Matirana površina  - Znak eura i apoen tiskani su na okomitom pojasu koji je vidljiv samo kad je osvijetljen pod kutom od 45 °. To postoji samo za novčanice niže vrijednosti.
- Podignuti otisak - na svakoj novčanici inicijali ECB nalaze se u povišenom tisku. U prvoj seriji svaka novčanica ima traku s podignutim ispisnim crtama. Na novčanici od 200 eura prve serije nalaze se crte na dnu koje se podižu kako bi slijepe osobe mogle prepoznati novčanicu. Na novčanici od prve serije od 500 eura, ove su linije s desne strane.  Na seriji Europa nalaze se crte s obje strane novčanice.[82]
- Bar kod  - Kad se novčanice drže prema svjetlu, s desne strane vodenog žiga vide se tamne trake. Broj i širina ovih traka označavaju apoen novčanice. Kada se skeniraju, ove se trake pretvaraju u Manchester kod.[86]

| Bilješka | Bar-kod   | Manchester |
| -------- | --------- | ---------- |
| 5 €      | 0110 10   | 100        |
| 10 €     | 0101 10   | 110        |
| 20 €     | 1010 1010 | 0000       |
| 50 €     | 0110 1010 | 1000       |
| 100 €    | 0101 1010 | 1100       |
| 200 €    | 0101 0110 | 1110       |
| 500 €    | 0101 0101 | 1111       |

(gledano s naličja, tamna traka je 1, svijetla traka 0)

### Europa serija
Europska središnja banka namjerava redizajnirati novčanice svakih sedam ili osam godina. Nova serija, nazvana "Europa serija", objavljena je od 2013 .; prve novčanice ušle su u opticaj 2. svibnja 2013. Nova serija uključuje male promjene, posebno uključivanje lica mitološke princeze Europe u vodeni žig i u hologramsku traku.
Na novim novčanicama upotrijebljene su nove tehnike proizvodnje i borbe protiv krivotvorenja, ali dizajn dijeli boje prve serije i temu mostova i lukova. Nove novčanice ipak su prepoznatljive kao nova serija.
Nove novčanice također odražavaju širenje Europske unije: na njoj su prikazane sve članice EU-a. Početne serije nisu uključivale nedavno dodane članice EU-a Cipar i Maltu.
Bugarska ćirilica nalazi se na novčanicama serije Europa, kao rezultat pridruživanja Bugarske Europskoj uniji 2007. godine. Stoga ova serija uključuje ''EBPO'', što je bugarski za EURO, kao i kraticu ЕЦБ (kratica za Европейска централна банка na bugarskom) . Nove novčanice sadrže i maltešku kraticu BĊE ( mt. Bank Ċentrali Ewropew ), mađarsku kratica EKB ( hu. Európai Központi Bank ) i poljsku kraticu EBC ( pl. Europejski Bank Centralny ). Izmijenjena novčanica od 5 eura sadrži inicijale Europske središnje banke na svakom od tada trenutnih službenih jezika EU u stupcu s lijeve strane lica novčanice.  Riječ "euro" latiničnim, grčkim i ćiriličnim slovima također je premještena na središnji položaj. 
Potpuni dizajn novčanice od 5 eura serije Europa objavljen je 10. siječnja 2013. Nova novčanica ušla je u opticaj 2. svibnja 2013. Potpuni dizajn novčanice Europa od 10 eura objavljen je 13. siječnja 2014., a u opticaj je ušla 23. rujna 2014. Potpuni dizajn novčanice od 20 eura serije Europa objavljen je 24. veljače 2015. a lansirana je 25. studenog 2015.  Cjeloviti dizajn novčanice Europa od 50 eura objavljen je 5. srpnja 2016. a nova novčanica od 50 objavljena je 4. travnja 2017. Potpuni dizajn novčanica od 100 eura i novčanica od 200 eura serije Europa objavljen je 17. rujna 2018., a nove novčanice ušle su u opticaj 28. svibnja 2019. čime je ''dovršeno izdavanje serije Europa".
Europska središnja banka objavila je 4. svibnja 2016. da novčanica od 500 eura serije Europa neće biti puštena zbog straha od „olakšavanja kriminalne radnje”.  "ESB je odlučila zaustaviti proizvodnju novčanica od 500 eura, iako prva serija od 500 eura ostaje zakonsko sredstvo plaćanja."
Stara serija (prva serija) postupno će se povlačiti. ESB će objaviti "znatno unaprijed" kada će stare novčanice izgubiti status zakonskog sredstva plaćanja. Međutim, oni neće izgubiti na svojoj vrijednosti i bit ih će moguće neograničeno mijenjati za nove novčanice u središnjim bankama Eurosustava.

#### Sigurnosne značajke
- Vodeni žig: Kada se novčanica drži pod normalnim izvorom svjetlosti, s obje se strane pojavljuju portret Europe i elektrotip apoena.[87][102]
- Portretni hologram: Kada je novčanica nagnuta, holografska traka srebrne boje otkriva portret Europe - isti kao na vodenom žigu. Traka također otkriva prozor i vrijednost novčanice.
- Tinta koja mijenja boju : Kada se novčanica nagne, broj na novčanici prikazuje učinak svjetlosti koja se pomiče gore-dolje. Broj također mijenja boju od smaragdno zelene do duboko plave.
- Povišeni tisak: Na prednjoj strani novčanice niz je kratkih uzdignutih crta na lijevom i desnom rubu. Glavni rub, slova i vrijednosni brojevi također se osjećaju deblje.
- Sigurnosna nit: Kada se novčanica drži na svjetlu, sigurnosna nit prikazuje se kao tamna crta. Simbol eura (€) i vrijednost novčanice mogu se vidjeti sitnim bijelim slovima u niti.
- Mikrotisak: sitna slova koja se mogu čitati povećalom. Slova moraju biti oštra, ne zamućena.
- Ultraljubičasta tinta : Neki dijelovi novčanice sjaje pod UV ili UV-C svjetlom. To su zvijezde u zastavi, mali krugovi, velike zvijezde i nekoliko drugih područja na prednjoj strani. Na stražnjoj strani četvrtina kruga u središtu, kao i nekoliko drugih područja svijetli zeleno. Vodoravni serijski broj i traka pojavljuju se u crvenoj boji.
- Infracrveno svjetlo: Pod infracrvenim svjetlom, smaragdni broj, desna strana glavne slike i srebrnasta traka vidljivi su na licu novčanice, dok su na naličju vidljivi samo apoen i vodoravni serijski broj.

### Značajke za osobe oštećenog vida
"Dobar dizajn za slijepe i slabovidne dobar je za sve" bio je princip koji stoji iza suradnje Europske središnje banke i Europske unije slijepih tijekom faze dizajniranja novčanica prve serije 1990-ih.  Kao rezultat toga, dizajn prvih novčanica eura uključuje nekoliko karakteristika koje pomažu i slijepim i slabovidnim da samopouzdano koriste novčanice.
Značajke za slijepe i slabovidne osobe uključuju:
- Različite veličine novčanica - što je veća vrijednost, to je novčanica veća.[103]
- Novčanice imaju jasno kontrastne, upečatljive boje. Novčanica od 5 eura je sive boje, 10 eura crvene, 20 eura plave, 50 eura narančaste, 100 eura zelene, 200 eura žuto-smeđe, a 500 eura ljubičaste.
- Veliki brojevi za apoen.
- Podignuti tisak (tisak koji je moguće opipati).
- Taktilne oznake na 200 i 500 eura prve serije i na svim novčanicama serije Europa.[82]

Kao i u procesu dizajniranja prve serije novčanica eura, sa slabovidnim korisnicima konzultiralo se u tijeku faze dizajniranja serije novčanica Europa, a njihovi su zahtjevi uključeni u konačni dizajn.

## Opticaj
Europska središnja banka pomno prati opticaj i zalihe euro kovanica i novčanica. Zadatak je Eurosustava osigurati učinkovitu i nesmetanu opskrbu novčanicama eura i održati njihov integritet u cijeloj eurozoni.

### Statistika
Od siječnja 2020. bilo je oko 23,353 milijuna novčanica u opticaju širom eurozone. To je novčanica vrijednih oko 1,274 bilijuna eura.  Od siječnja 2020. bilo je:
| Novčanica | Približan broj novčanica u opticaju (u milijardama) | Vrijednost (u milijardama €) | Udio u ukupnoj količini (%) | Udio u ukupnoj vrijednosti (%) |
| --------- | --------------------------------------------------- | ---------------------------- | --------------------------- | ------------------------------ |
| 5 €       | 1.923                                               | 9.6                          | 8.2                         | 0,8                            |
| 10 €      | 2.588                                               | 25.9                         | 11.1                        | 2.0                            |
| 20 €      | 3.951                                               | 79,0                         | 16.9                        | 6.2                            |
| 50 €      | 10.981                                              | 549,0                        | 47,0                        | 43.1                           |
| 100 €     | 3.037                                               | 303,7                        | 13,0                        | 23.8                           |
| 200 €     | 0,432                                               | 86.4                         | 1.8                         | 6.8                            |
| 500 €     | 0,441                                               | 220,3                        | 1.9                         | 17.3                           |

### Krivotvorenje
Europska središnja banka objavljuje informacije o količini krivotvorenih novčanica uklonjenih iz opticaja svakih 6 mjeseci. Izvijestila je da je 531.000 novčanica uklonjeno iz opticaja u cijeloj 2012. godini, u usporedbi sa 606.000 u prethodnoj godini. ESB je također rekao da, u usporedbi s količinom istinskih novčanica, udio lažnih novčanica eura i dalje ostaje nizak. Količina krivotvorina izvađenih iz prometa 2012. godine 3,18 je puta veća od one iz 2002. godine (167.118).
U srpnju 2013. Europska središnja banka izjavila je da je u prvoj polovici 2013. godine iz optjecaja uklonila 317 000 krivotvorenih novčanica eura, što je porast od 26,3% u odnosu na prvu polovicu 2012. Međutim, Bundesbank je u srpnju 2013. izjavila da je količina krivotvorenih novčanica eura pala u Njemačkoj za 13,6% u prvoj polovici godine. S druge strane, De Nederlandsche Bank rekla je da je u istom razdoblju povukla oko 19.400 krivotvorenih novčanica, što je porast od 49% u odnosu na prvu polovicu 2012. Središnje banke također su izjavile da je većina lažnih novčanica od 20 eura i 50 eura.   
Prema središnjoj banci, omjer krivotvorenih novčanica je oko 10 u jednom milijunu stvarnih novčanica za švicarski franak, od 50 u milijunu za euro, od 100 u jednom milijunu za američki dolar i od 300 u jednom milijunu za funtu sterlinga. 

## Legalne informacije
Pravno, i Europska središnja banka i nacionalne središnje banke (NSB) zemalja eurozone imaju pravo izdavati 7 različitih novčanica eura. U praksi samo NSB eurozone fizički izdaju i povlače novčanice eura. Europska središnja banka nema blagajnu i nije uključena u bilo kakve gotovinske operacije. Međutim, Europska središnja banka odgovorna je za nadzor aktivnosti nacionalnih središnjih banaka kako bi se uskladile gotovinske usluge u eurozoni. 

## Izdavanje i tisak
ESB ima ekskluzivno pravo odobriti izdavanje novčanica u eurozoni, ali većinu novčanica zapravo izdaju nacionalne središnje banke (NSB) eurozone. Od 2004. godine 8% emisija novčanica dodijeljeno je Europskoj središnjoj banci, a 92% dodijeljeno je nacionalnim središnjim bankama eurozone (u praksi ESB ne izdaje novčanice, a emisije nacionalnih središnjih banaka mogu odstupati od zakonski dodijeljene). Središnja banka koja je izdala novčanicu može se prepoznati iz serijskog broja. Svaka je NSB sada odgovorna za proizvodnju određenih apoena, prema dodjeli ECB-a.

### 1. serija
Od 2002. godine novčanice eura tiskale su nacionalne središnje banke eurozone, pri čemu je svaka središnja banka odgovorna i snosi troškove izrade određenog dijela novčanica.  Izrada novčanica mora biti dovoljna da zadovolji očekivane i neočekivane skokove potražnje i da zamijeni neprikladne novčanice. Količine proizvodnje zajednički prognoziraju nacionalne središnje banke i Europska središnja banka, a treba ga odobriti Upravno vijeće ESB-a.

#### Tiskarski radovi
Na svakoj novčanici nalazi se šesteroznakovni kôd za ispis koji navodi štampač (printer) novčanice. Ovi kodovi za ispis imaju početno slovo, nakon čega slijede tri znamenke, zatim jedno slovo i završavaju se znamenkom, na primjer, "R001A1".
Početno slovo identificira tiskaru. (sadržaji su opisani u nastavku) "R" bi na primjer bio Bundesdruckerei, tiskaru u Berlinu, Njemačka. Tri znamenke navode sekvencijalne pločice za tisak. Na primjer, "001" bi bila prva ispisna ploča koju je stvorio pisač. Peti znak, slovo i šesti znak, broj, predstavljaju red odnosno stupac pojedine novčanice na određenoj pločici. Dakle, "A" bi bio prvi redak, a "1" označavao bi prvi stupac.
Novčanice se tiskaju u listovima. Različiti pisači koriste različite veličine listova, a listovi većih apoena, koji su veće veličine, imaju manje ispisanih novčanica po listu. Na primjer, dvije njemačke tiskare tiskaju novčanice od 5 eura u listovima od 60 (10 redaka, označenih s „A“ do „J“ i šest stupaca), listovi novčanica od 10 eura imaju 54 novčanice (devet redaka, šest stupaca) a novčanice od 20 eura otisnute su u listovima od 45 novčanica (devet redaka, pet stupaca).
Kôd pisača ne mora biti jednak kodu države, tj. novčanice koje je izdala određena država možda su tiskane u drugoj zemlji. Tiskare koje se koriste za ispis novčanica eura uključuju komercijalne tiskare, kao i nacionalne tiskare, od kojih su neke privatizirane, a neke su prethodno proizvodile nacionalne novčanice prije usvajanja eura.  Postoji po jedna bivša ili sadašnja nacionalna tiskara u svakoj od zemalja koje izdaju novčanice eura, izuzev Njemačke, gdje nekadašnje istočnonjemačke i zapadnonjemačke tiskare sada proizvode euro novčanice. Francuska također ima dvije tiskare, FC Oberthur (privatna tiskara) i tiskara Francuske banke, te još dvije u Ujedinjenom Kraljevstvu: Thomas De La Rue (još jedna privatna tiskara) i tiskara Bank of England, iako potonja ne proizvodi novčanice eura. 
| Kod | Tiskara                                              | Lokacija         | Država                 | NSB(ovi) proizvodi(e) za zemlju(e) |
| --- | ---------------------------------------------------- | ---------------- | ---------------------- | --- |
| (A) | (Bank of England Printing Works)                     | (Loughton)       | ( UK )                 | — |
| (B) | Nije dodijeljeno                                     | Nije dodijeljeno | Nije dodijeljeno       | Nije dodijeljeno |
| (C) | (Tumba Bruk)                                         | (Tumba)          | ( Švedska)             | — |
| D   | Setec Oy                                             | Vantaa           | Finska                 | L ( Finska) |
| E   | F. C. Oberthur                                       | Chantepie        | Francuska              | E ( Slovačka), F ( Malta), G ( Cipar), H ( Slovenija), L ( Finska), P ( Nizozemska), U ( Francuska), X ( Njemačka)                             |
| F   | Österreichische Banknoten‐ und Sicherheitsdruck GmbH | Vienna           | Austrija               | N ( Austrija), P ( Nizozemska), S (Italija), T ( Irska), Y ( Grčka)                                                                            |
| G   | Koninklijke Joh. Enschedé                            | Haarlem          | Nizozemska             | E ( Slovačka), F ( Malta), G ( Cipar), H ( Slovenija), L ( Finska), N ( Austrija), P ( Nizozemska), V ( Španjolska), X ( Njemačka), Y ( Grčka) |
| H   | De La Rue                                            | Gateshead        | Ujedinjeno Kraljevstvo | L ( Finska), M ( Portugal), P ( Nizozemska), T ( Irska)                                                                                        |
| (I) | Nije dodijeljeno                                     | Nije dodijeljeno | Nije dodijeljeno       | Nije dodijeljeno |
| J   | Banca d'Italia                                       | Rome             | Italija                | S (Italija) |
| K   | Banc Ceannais na hÉireann / Central Bank of Ireland  | Dublin           | Irska                  | T ( Irska) |
| L   | Banque de France                                     | Chamalières      | Francuska              | U ( Francuska) |
| M   | Fábrica Nacional de Moneda y Timbre                  | Madrid           | Španjolska             | V ( Španjolska) |
| N   | Bank of Greece                                       | Athens           | Grčka                  | Y ( Grčka) |
| (O) | Nije dodijeljeno                                     | Nije dodijeljeno | Nije dodijeljeno       | Nije dodijeljeno |
| P   | Giesecke Devrient                                    | Munich & Leipzig | Njemačka               | L ( Finska), M ( Portugal), P ( Nizozemska), U ( Francuska), V ( Španjolska), X ( Njemačka), Y ( Grčka)                                        |
| (Q) | Nije dodijeljeno                                     | Nije dodijeljeno | Nije dodijeljeno       | Nije dodijeljeno |
| R   | Bundesdruckerei                                      | Berlin           | Njemačka               | D ( Estonija), E ( Slovačka), F ( Malta), G ( Cipar), H ( Slovenija), L ( Finska), P ( Nizozemska), X ( Njemačka), Y ( Grčka)                  |
| (S) | (Danmarks Nationalbank)                              | (Copenhagen)     | ( Denmark)             | — |
| T   | National Bank of Belgium                             | Brussels         | Belgija                | U ( Francuska), V ( Španjolska), Z ( Belgija)                                                                                                  |
| U   | Valora—Banco de Portugal                             | Carregado        | Portugal               | M ( Portugal) |
| (V) | Nije dodijeljeno                                     | Nije dodijeljeno | Nije dodijeljeno       | Nije dodijeljeno |
| (W) | Nije dodijeljeno                                     | Nije dodijeljeno | Nije dodijeljeno       | Nije dodijeljeno |
| (X) | Nije dodijeljeno                                     | Nije dodijeljeno | Nije dodijeljeno       | Nije dodijeljeno |
| (Y) | Nije dodijeljeno                                     | Nije dodijeljeno | Nije dodijeljeno       | Nije dodijeljeno |
| (Z) | Nije dodijeljeno                                     | Nije dodijeljeno | Nije dodijeljeno       | Nije dodijeljeno |

- Oznake A, C i S rezervirane su za britanske, švedske i danske tiskare koji ne tiskaju novčanice eura.[114]
- Ako je tiskara navedena kao proizvođač novčanica za određenu zemlju, to se može odnositi na pojedinačni apoen ili na svih sedam apoena. Neki NSB izdaju različite apoene iz različitih tiskara, a neki čak i jedan apoen iz više tisakra. NSB-i koji izdaju novčanice mogu slobodno nabavljati novčanice iz bilo kojih ovlaštenih tiskara i to u različitim količinama.

#### Serijski broj
Za razliku od euro kovanica, euro novčanice nemaju nacionalnu stranu koja označava koja ih je država izdala. Zemlja koja ih je izdala nije nužno tamo gdje su novčanice i tiskane. Umjesto toga, podaci o zemlji izdavatelju kodiraju se unutar prvog znaka serijskog broja svake novčanice.
Prvi znak serijskog broja je slovo koje jedinstveno identificira zemlju koja izdaje novčanicu. Preostalih 11 znakova brojevi su koji kada se izračuna njihov digitalni korijen daju kontrolni zbroj koji je također specifičan za tu zemlju.
Oznake W, K i J rezervirane su za tri države članice EU koje nisu usvojile euro 1999. godine, dok je prefiks R rezerviran za Luksemburg koji trenutno ne izdaje euro novčanice.
| Kod    | Country                   | Country                         | Kontrolni zbroj(1) |
| Kod    | naziv zemlje na hrvatskom | na službenom jeziku(icima)      | Kontrolni zbroj(1) |
| ------ | ------------------------- | ------------------------------- | ------------------ |
| Z      | Belgija                   | België/Belgique/Belgien         | 9                  |
| Y      | Grčka                     | Ελλάδα [Ellada]                 | 1                  |
| X      | Njemačka                  | Deutschland                     | 2                  |
| (W)(2) | Danska                    | Danmark                         | (3)                |
| V      | Španjolska                | España                          | 4                  |
| U      | Francuska                 | Francuska                       | 5                  |
| T      | Irska                     | Éire/Irska                      | 6                  |
| S      | Italija                   | Italia                          | 7                  |
| (R)    | Luksemeburg               | Luxembourg/Luxemburg/Lëtzebuerg | (8)                |
| (Q)    | Nije dodijeljeno          | Nije dodijeljeno                | Nije dodijeljeno   |
| P      | Nizozemska                | Nederland                       | 1                  |
| (O)    | Nije dodijeljeno          | Nije dodijeljeno                | Nije dodijeljeno   |
| N      | Austrija                  | Österreich                      | 3                  |
| M      | Portugal                  | Portugal                        | 4                  |
| L      | Finska                    | Suomi/Finska                    | 5                  |
| (K)(2) | Švedska                   | Sverige                         | (6)                |
| (J)(2) | Ujedinjeno Kraljevstvo    | Ujedinjeno Kraljevstvo          | (7)                |
| (I)    | Nije dodijeljeno          | Nije dodijeljeno                | Nije dodijeljeno   |
| H      | Slovenija                 | Slovenija                       | 9                  |
| G      | Cipar                     | Κύπρος [Kypros]/Kıbrıs          | 1                  |
| F      | Malta                     | Malta                           | 2                  |
| E      | Slovačka                  | Slovensko                       | 3                  |
| D      | Estonija                  | Eesti                           | 4                  |
| (C)    | Latvia                    | Latvija                         |                    |
| (B)    | Litva                     | Lietuva                         |                    |
| (A)    | Nije dodijeljeno          | Nije dodijeljeno                | Nije dodijeljeno   |

(1) kontrolna suma od 11 znamenki bez slova(2) Danska, Ujedinjeno Kraljevstvo i Švedska trenutno ne koriste euro, ali su ovi prefiksi serijskog broja bili rezervirani za prvu seriju novčanica.
Kad je Slovenija postala dijelom eurozone u siječnju 2007. godine, zemlja je u početku koristila prethodno izdane novčanice izdane iz drugih država članica. Prve novčanice sa slovom "H", proizvedene u Francuskoj posebno u ime Slovenije, uvidjele su svijetlo dana su tek u travnju 2008. 'Ciparske novčanice' (G) pojavile su se u opticaju u studenom 2009., dok su se one s Malte (F) pojavile 3 mjeseca kasnije (veljača 2010.). Slovačke note (E) prvi su se put pojavile u listopadu 2010.

### 2. serija
U novoj seriji postoje dva koda, kao i u prvoj seriji. To su kod tiskare u gornjem desnom kutu i serijski broj. Dio serijskog broja je vodoravan, a dio okomit. Serijski broj započinje slovom koje označava tiskaru, što je približno slično prvoj seriji ( Z za Belgiju, Y za Grčku itd.) ). Drugo slovo novih serijskih brojeva dio je samog serijskog broja i nema daljnje značenje. 
Međutim, kako kôd označava tiskaru, umjesto NSB-a izdavatelja, određena su slova preraspoređena od NSB-a koji ne održavaju vlastita postrojenja za tisak. U prvoj seriji H je označavao Sloveniju. Kako ne postoji slovenska tiskara novčanica eura, H predstavlja tiskaru De La Rue (Loughton, Ujedinjeno Kraljevstvo) u drugoj seriji. Nekoliko tiskara koje su zamijenili NSB kodove održavaju svoj kod za tisak iz prve serije (spomenuti De La Rue i Bundesdruckerei, koji su zamijenili Luksemburg kao R, njegov prethodni kod za ispis). 
| Kod | Tiskara                                                  | Zemlja           |
| --- | -------------------------------------------------------- | ---------------- |
| Z   | Nationale Bank van België / Banque Nationale de Belgique | Belgija          |
| Y   | Banka Grčke                                              | Grčka            |
| x   | Giesecke + Devrient ( München )                          | Njemačka         |
| W   | Giesecke + Devrient ( Leipzig )                          | Njemačka         |
| V   | IMBISA (u vlasništvu Banco de España )                   | Španjolska       |
| U   | Banque de Francuska                                      | Francuska        |
| T   | Središnja banka Irske                                    | Irska            |
| S   | Banca d'Italia                                           | Italija          |
| R   | Bundesdruckerei                                          | Njemačka         |
| (Q) | Izostavljeno                                             | Izostavljeno     |
| Str | Joh. Enschedé                                            | Nizozemska       |
| (O) | Izostavljeno                                             | Izostavljeno     |
| N   | Oesterreichische Banknoten‐ und Sicherheitsdruck GmbH    | Austrija         |
| M   | Valora                                                   | Portugal         |
| (L) | Neraspoređeno                                            | Neraspoređeno    |
| (K) | Neraspoređeno                                            | Neraspoređeno    |
| J   | De La Rue ( Gateshead )                                  | UK               |
| (I) | Izostavljeno                                             | Izostavljeno     |
| H   | De La Rue ( Loughton )                                   | UK               |
| (G) | Neraspoređeno                                            | Neraspoređeno    |
| F   | Oberthur Fiduciaire AD Bugarska                          | Bugarska         |
| E   | Oberthur                                                 | Francuska        |
| D   | Polska Wytwórnia Papierów Wartościowych                  | Poljska          |
| (C) | Nije dodijeljeno                                         | Nije dodijeljeno |
| (B) | Nije dodijeljeno                                         | Nije dodijeljeno |
| (A) | Nije dodijeljeno                                         | Nije dodijeljeno |

### Statistika proizvodnje
Europska središnja banka objavljuje detalje o novčanicama eura koje se proizvode svake godine.
| Apoen  | Količina (u milijunima) | Vrijednost (u milijunima eura) | NSB-i koji stavljaju proizvodnju u pogon |
| ------ | ----------------------- | ------------------------------ | --- |
| 5 €    | 613,3                   | 3.066                          | Belgija , Španjolska , Austrija, Portugal |
| 10 €   | 424,6                   | 4.245                          | Njemačka |
| 20 €   | 970,9                   | 19.417                         | Estonija , Irska , Francuska , Cipar , Luksemburg , Malta , Nizozemska , Slovenija , Slovačka , Finska                                                                                             |
| 50 €   | 1729.2                  | 86.457                         | Njemačka , Grčka , Španjolska , Francuska , Italija , Latvija , Litva |
| 100 €  | -                       | -                              | - |
| 200 €  | -                       | -                              | - |
| 500 €  | -                       | -                              | - |
| UKUPNO | 3,738                   | 113.187,50                     | Belgija , Španjolska , Francuska , Italija , Austrija , Njemačka , Grčka , Irska , Portugal , Cipar , Estonija , Malta , Latvija , Litva , Luksemburg , Nizozemska , Slovenija , Slovačka , Finska |

| Apoen  | Količina (u milijunima) | Vrijednost (u milijunima eura) | NSB-i koji stavljaju proizvodnju u pogon |
| ------ | ----------------------- | ------------------------------ | --- |
| 5 €    | 448,4                   | 2.241                          | Estonija , Grčka , Cipar , Luksemburg , Malta , Nizozemska , Slovenija , Slovačka , Finska |
| 10 €   | -                       | -                              | - |
| 20 €   | 526,5                   | 10.530                         | Belgija , Irska , Španjolska , Portugal |
| 50 €   | -                       | -                              | - |
| 100 €  | 2.300                   | 230.000                        | Njemačka , Španjolska , Francuska , Italija , Latvija , Litva , Austrija |
| 200 €  | 715                     | 143.000                        | Francuska , Italija , Austrija |
| 500 €  | -                       | -                              | - |
| UKUPNO | 3.989,90                | 385.771,90                     | Belgija , Španjolska , Francuska , Italija , Austrija , Njemačka , Grčka , Irska , Portugal , Cipar , Estonija , Malta , Latvija , Litva , Luksemburg , Nizozemska , Slovenija , Slovačka , Finska |

| Apoen  | Količina (u milijunima) | Vrijednost (u milijunima eura) | NCB-i puštaju proizvodnju u pogon |
| ------ | ----------------------- | ------------------------------ | --- |
| 5 €    | 390                     | 1.948                          | Irska , Grčka |
| 10 €   | -                       | -                              | - |
| 20 €   | 900                     | 18.000                         | Francuska , Italija , Portugal |
| 50 €   | 3.300                   | 164.998                        | Belgija , Njemačka , Estonija , Španjolska , Francuska , Italija , Cipar , Latvija , Litva , Luksemburg , Malta , Nizozemska , Slovenija , Slovačka , Finska                                       |
| 100 €  | 850                     | 85,002                         | Njemačka , Španjolska , Austriji |
| 200 €  | 284                     | 56.752                         | Belgija , Njemačka |
| 500 €  | -                       | -                              | - |
| UKUPNO | 5.723                   | 326.700                        | Belgija , Španjolska , Francuska , Italija , Austrija , Njemačka , Grčka , Irska , Portugal , Cipar , Estonija , Malta , Latvija , Litva , Luksemburg , Nizozemska , Slovenija , Slovačka , Finska |

| Apoen  | Količina (u milijunima) | Vrijednost (u milijunima eura) | NSB-i koji stavljaju proizvodnju u pogon |
| ------ | ----------------------- | ------------------------------ | --- |
| 5 €    | -                       | -                              | - |
| 10 €   | 1.000                   | 10.000                         | Irska , Grčka , Španjolska , Francuska |
| 20 €   | 500                     | 10.000                         | Francuska |
| 50 €   | 4,541                   | 227.050                        | Belgija , Njemačka , Estonija , Španjolska , Francuska , Italija , Cipar , Latvija , Litva , Luksemburg , Malta , Nizozemska , Portugal , Slovenija , Slovačka , Finska                            |
| 100 €  | 176                     | 17.640                         | Austrija |
| 200 €  | -                       | -                              | - |
| 500 €  | -                       | -                              | - |
| UKUPNO | 6.217                   | 264,690                        | Belgija , Španjolska , Francuska , Italija , Austrija , Njemačka , Grčka , Irska , Portugal , Cipar , Estonija , Malta , Latvija , Litva , Luksemburg , Nizozemska , Slovenija , Slovačka , Finska |

## Praćenje
Postoji nekoliko zajednica ljudi na europskoj razini, primjer za to je EuroBillTracker, koji kao hobi prate novčanice eura koje prolaze kroz njihove ruke kako bi pratili i znali gdje putuju ili su putovale.  Cilj je zabilježiti što više novčanica kako bi se znalo detalje o njihovom širenju, odakle i kamo putuju općenito, te se to prati, na primjer gdje je određena novčanica viđena, i generira statistika i ljestvica, za, na primjer, u kojim zemljama ima više novčanica. EuroBillTracker je od 3. ožujka 2018. registrirao preko 174,96 milijuna novčanica, vrijednih više od 3,23 milijarde eura.

## Novčanice od 1 i 2 eura
ESB je izjavila da je "ispis novčanice za 1 euro skuplji (i manje trajan) od kovanja kovanice za 1 EUR". ESB je 18. studenoga 2004. definitivno zaključila da u eurozoni nema dovoljne potražnje za novčanicama vrlo male vrijednosti. Međutim, 25. listopada 2005., više od polovice zastupnika u Europskom parlamentu podržalo je zahtjev kojim se Europska komisija i Europska središnja banka pozivaju da prepoznaju definitivnu potrebu za uvođenjem novčanica od 1 i 2 eura. Međutim, Europska središnja banka nije izravno odgovorna Parlamentu ili Komisiji pa je zanemarila taj prijedlog.

## Novčanice od 0 eura
2015. Richard Faille razvio je ideju o suvenirnim novčanicama eura izrađenim po istim standardima kao i valuta, ali bez vrijednosti. Tada se mogu one prodati za profit u znak sjećanja na mjesta ili događaje. Od tada ideja postaje sve popularnija, a Europska središnja banka odobrila je njihovo tiskanje. Popularni dodatak ovoj seriji izdao je grad Trier 2018. godine, a prikazuje Karla Marxa u spomen na dvjestotu godišnjicu njegovog rođenja. Osim toga, predstavljen je dizajn koji obilježava 50. godišnjicu slijetanja mjeseca Apollo 11 u 2019. godini.